# Майнсковенедский язык

Майнские венеды (Моинвиниди) около Бамберга в IX—XI вв.

Майнсковенедский или майнско-венедский язык/диалект — гипотетический славянский язык или диалект праславянского в Славянской Баварии.
Выделяется такими исследователями, как Й. Шютц, О. Н. Трубачёв и другими.

## Исследования

### Происхождение
Носители майнсковенедского языка, по-видимому, пришли на Майн с юга/юго-востока, из Подунавья.

### История изучения
В конце XX века Йозеф Шютц исследовал ономастику земель, ранее населенных майнскими славянами и обнаружил около 150 корней славянского происхождения.

### Языковые отличия
Майнсковенедский язык имеет ряд самобытных черт и периферийных архаизмов, таких как:
- дометатезные сочетания с плавными согласными;
- сохранение взрывного g;
- сохранение изначальных групп dl;
- переход dl>l, не свойственный западнославянским языкам;
- префикс iz-, свойственный южнославянским, но не западнославянским языкам;
- нерасширенный префикс med-, свойственный южнославянским, но не западнославянским языкам;
- гидроним *sny/snъve, свойственный восточнославянским, но не западнославянским языкам;
- центральнославянские формы *plesъ, *grabъ;
- наличие собственных социальных понятий *velьpodъ и *voldpodъ (может сближать с паннонскославянским).